# Яковитська сирійська християнська церква
Якови́тська сирі́йська христия́нска це́рква (ЯСХЦ) (малаял. മലങ്കര യാക്കോബായ സുറിയാനി ക്രിസ്ത്യാനി സഭ, англ. Jacobite Syrian Christian Church), також відома як Маланка́рська якови́тська сирі́йська правосла́вна це́рква, Якови́тська сирі́йська це́рква або Сирі́йська правосла́вна це́рква в І́ндії — автономна орієнтальна православна церква, що базується в індійському штаті Керала, і є невід'ємною філією Сирійської православної церкви Антіохії. Вона визнає сирійського православного патріарха Антіохійського та всього Сходу Верховним главою церкви. Вона функціонує як значною мірою автономна одиниця в церкві, підпорядкована Індолицькому Католикосу Томасу I. На даний момент це єдина церква в Маланкарі, яка має прямі стосунки з сирійськими християнами Антіохії, що триває і після розколу, і вона продовжує застосовувати західно-сирійську обрядову літургію святого Якова.

## Назва
Імператор Юстин І підтримав халкедонців, неалкедонського Северуса Антіохійського патріарха, який був засланий в Єгипет і помер 538. У ситуації, коли церква залишилася лише з трьома єпископами, на той час Яків Барадеус відновлював церкву за допомогою цариці Теодри. Нехалкидонська церква, яка згодом стане Сирійською православною церквою Антіохії, також відомою як Яковитські сирійські християни. Сирійська православна церква Індії прийняла цю назву як повагу Якова Барадея.

## Історія та сучасність

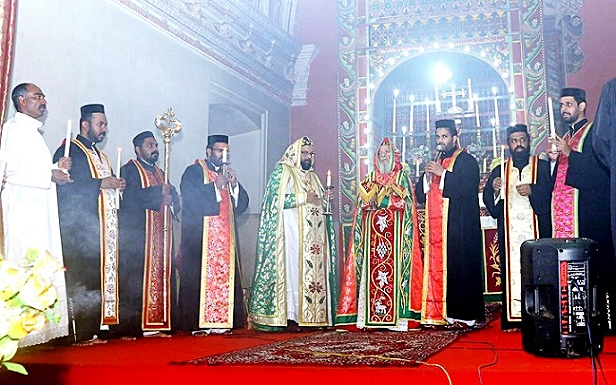
Західно-сирійська літургія — Літургія св. Якова

Апостол Тома дійшов до Індії у 52 році і звернув у християнство представників відомих родин в штаті Керала. У 345 році Тома Канський разом з 72 сирійськими родинами і кліриками прибув до Керали, поклавши початок сирійської національності Кнаная у Кералі. У 825 році прибуття двох єпископів мар Сабора та мар Апрота зміцнили відносини між християнами святого Томи і Церквою Сходу. Місцева адміністрація ранніх християн святого Томи у Кералі управлялася архідиаконами в відсутність єпископа. Архідиякони отримували кліриків з Церкви Сходу.
З XVI століття португальські єзуїти намагалися силоміць запровадити латинський обряд Католицької церкви. У 1653 році, мар Ахаталла прибув в Маланкару. Він був сирійським єпископом, який прийняв католицизм. Він був схоплений португальцями в дорозі і був доставлений в Мадрас (Ченнаї). Незадоволення цією політикою підштовхнули частину громади приєднатися до Архидиакона Томи, що поклявся ніколи не підкорятися португальцям у 1653 році. Та частина церкви, яка не пішла на унію з Римом, стала відома як Маланкарська сирійська церква.
Після мар Ахаталлх, Патріарх Єрусалиму мар Григорій Абдель Джаліл прибув до Маланкару у 1665 році, на запрошення Архідиякона і, таким чином, зміг впровадити в Сиро-Яковитській церкві антиохійську літургію у Маланкарі. У 1876 році Собор у Муламтеруті ввів демократичні процедури і практики Маланкарської церкви в присутності сирійських православних патріархів Ігнатія Петра IV (правив у 1872—1894) та Йосипа мар Диваниасиуса II і представників усіх помісних церков. Рішення, прийняті Собором у Муламтуруті, відомі як Мулантурути Падійола, є найважливішим історичним документом і найранішим статутом Маланкарської сирійської церкви. У 1912 році Синод на чолі з патріархом Ігнатієм Абдул Масіхом II, який був спірно повалений Османським урядом, посвятив Еваніоса як Католікоса Сходу, під ім'ям мар Василь Паулус I. Групи, які підтримали Василя Паулуса, стали в кінцевому підсумку Маланкарською сирійською православною церквою, в той час як ті, хто підтримував нового патріарха Ігнатія Абдеда Алохо II, стали Яковитскою сирійською ортодоксальною церквою. У 1934 році після смерті мар Діваніасіуса II сиро-яковитский патріарх Ігнатій Ілля III посвятив Паулуса мар Афанасія, як Маланкарського митрополита. У той же час мар Темотіос Ауген I залишив цю фракцію і увійшов до складу фракції Маланкарської церкви, яка підпорядковувалася владі Василя Гиваргиза II, як Католікоса Сходу.
Керівники церкви зробили кілька спроб возз'єднання у середині XX століття, ведучи до двох Верховних судів рішення, але не змогли вирішити суперечку, і дві церкви як і раніше незалежно співіснують сьогодні. До кінця березня 1966 року, мар Темотіос Ауген I оголосив Маланкарську ортодоксальну сирійську церкву в якості самостійної церкви згідно статуту 1934 року, і офіційний Тронном кафедральний собор Католікоса Сходу в Церкві мар Еліа у Коттаямі. Штаб-квартира Яковитської сирійської християнської церкви в Індії знаходиться недалеко від Собору святого Петра і святого Павла Яковитської сирійської церкви у Путенкрузі.
В рамках сиро-яковитської спільноти, церква використовує західно-сирійську літургію і належить до сім'ї орієнтальних церков. Її єпархії розташовані головним чином в Індії, а також у США, Канаді, Великій Британії, Західній Європі та державах Перської затоки. У 2003 році було підраховано, що церква налічує 1'200'000 віруючих по всьому світу.

## Організація

### Католикат

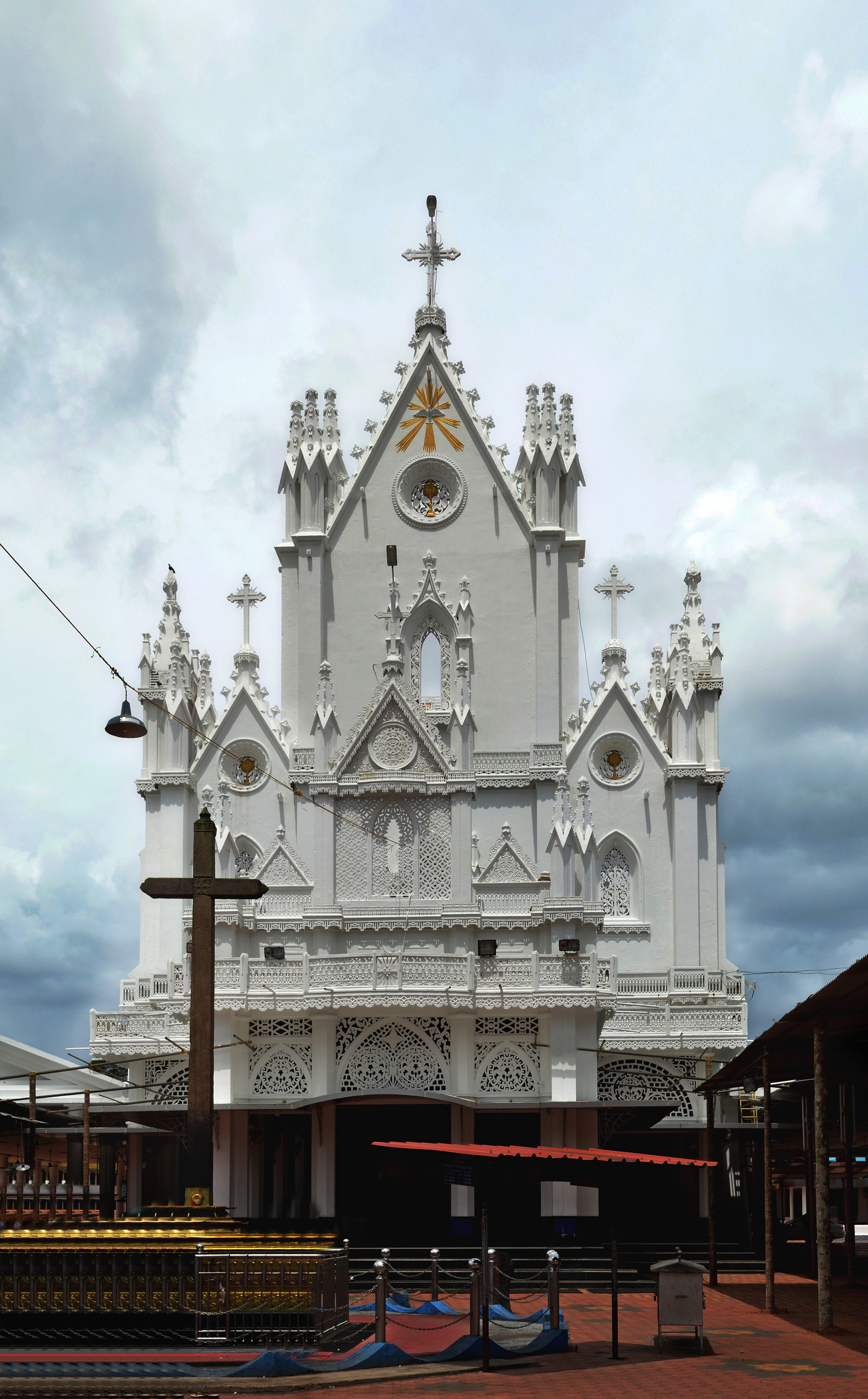
Собор мар Мар'ям у Манаркаді

"Католикос" означає "генеральний голова" і може вважатися рівнозначним "універсальному єпископу". Вселенські собори IV століття визнавали владу митрополита. До п'ятого століття єпископи Риму, Константинополя, Александрії та Антіохії отримали контроль над церквами в навколишніх містах. Вони поступово стали главами регіональних церков і були відомі як патріархи (загальний батько). За межами Римської імперії патріархи були відомі як католикоси. Після несторіанського розколу в VII столітті сирійські православні християни, які жили в Персії, почали використовувати титул для свого католикоса / Мафріана, який спочатку був головою сирійської православної християнської громади в Персії. Цей офіс посідав одразу нижче цієї ієрархії сирійської православної церкви після Сирійського православного патріарха Антіохійського, поки він не був скасований в 1860 році і відновлений в Східній Індії в 1964 році.

#### Католикос Індії
Католикос Індії — церковна канцелярія Сирійської православної церкви та глава сико-християнської церкви якобітів. Він є Католикосом / Мафріаном Яковитської Сирійської християнської церкви, автономним органом у складі Сирійської православної церкви. Юрисдикцією Католікоса була Індія Сходу, отже, Сирійська православна церква Католикос Сходу була перейменована в Католикос Індії в 2002 році. Посада залишалася вакантною в період з 1996 по 2002 рік.
Нинішнім Католикосом в Індії є Базеліос Томас I. Інтіак Закка І Іва був інтронізований Антіохійським патріархом у соборі Святого Петра і Павла в монастирі Мор Ефрем поблизу Дамаска 26 липня 2002 року. Він є третім індійським мафріанцем та Католикос Сирійської православної церкви в Індії та колишній довірений особа Сирійської християнської церкви яковитів.

### Єпархії

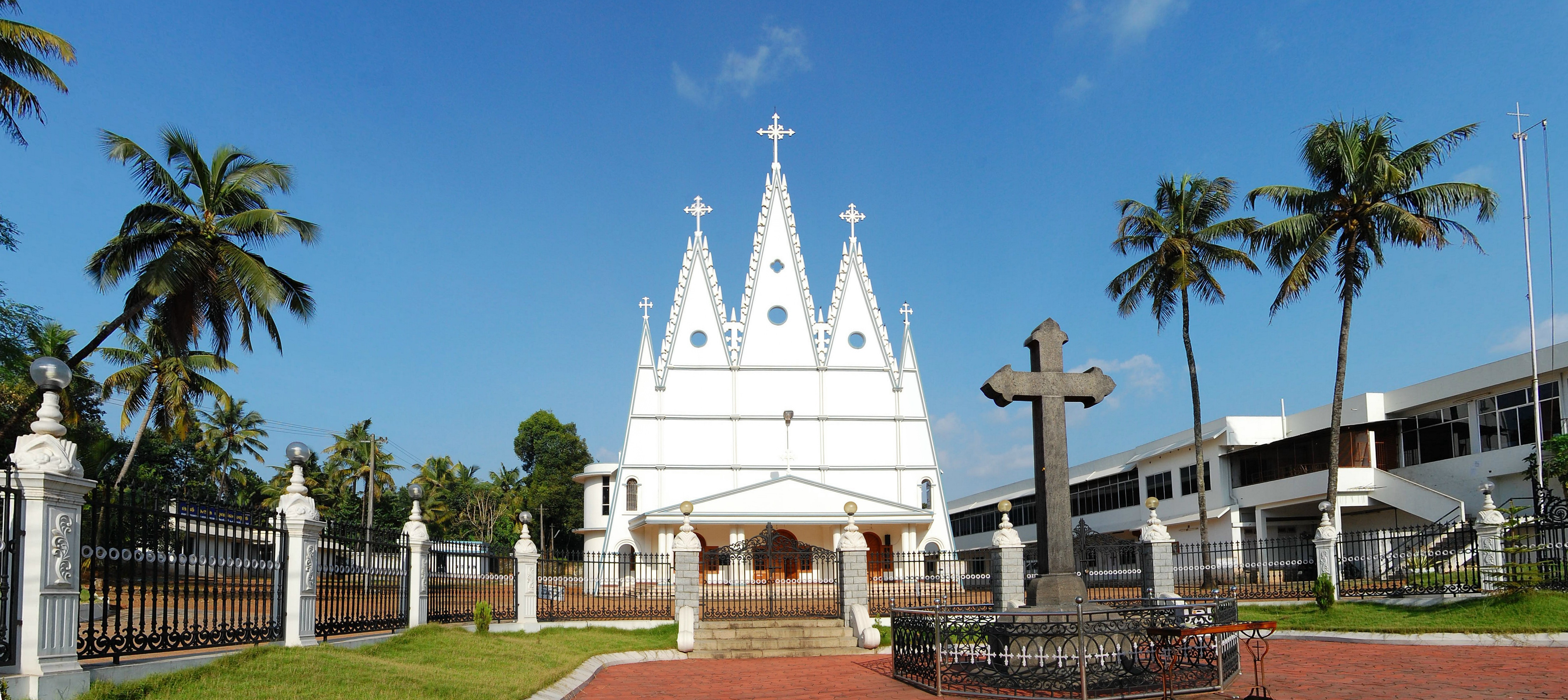
Яковитська Сирійська церква Бетель Сулоко, Перамбавоор, Керала

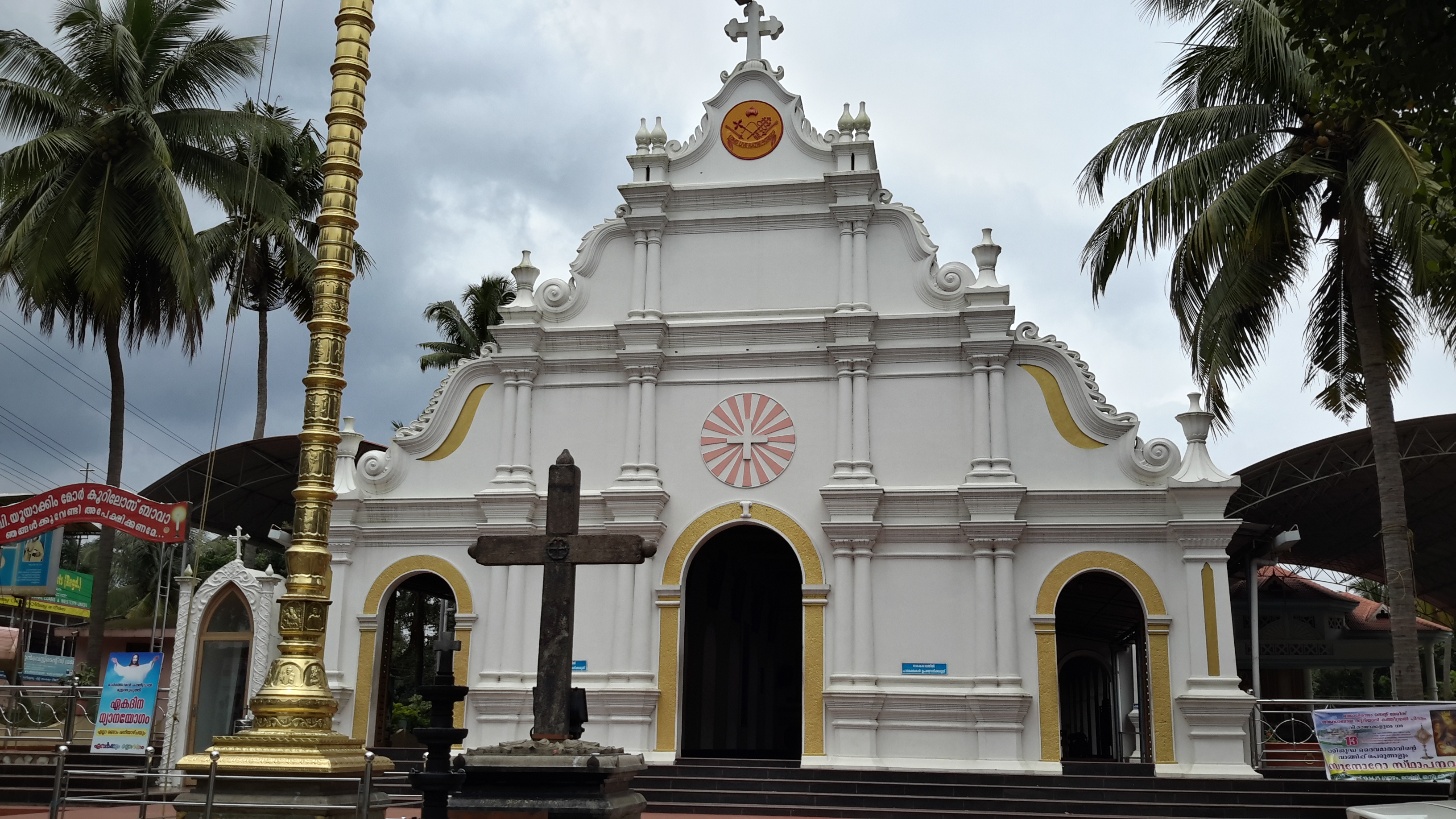
Мартоманський собор у Манаркауді

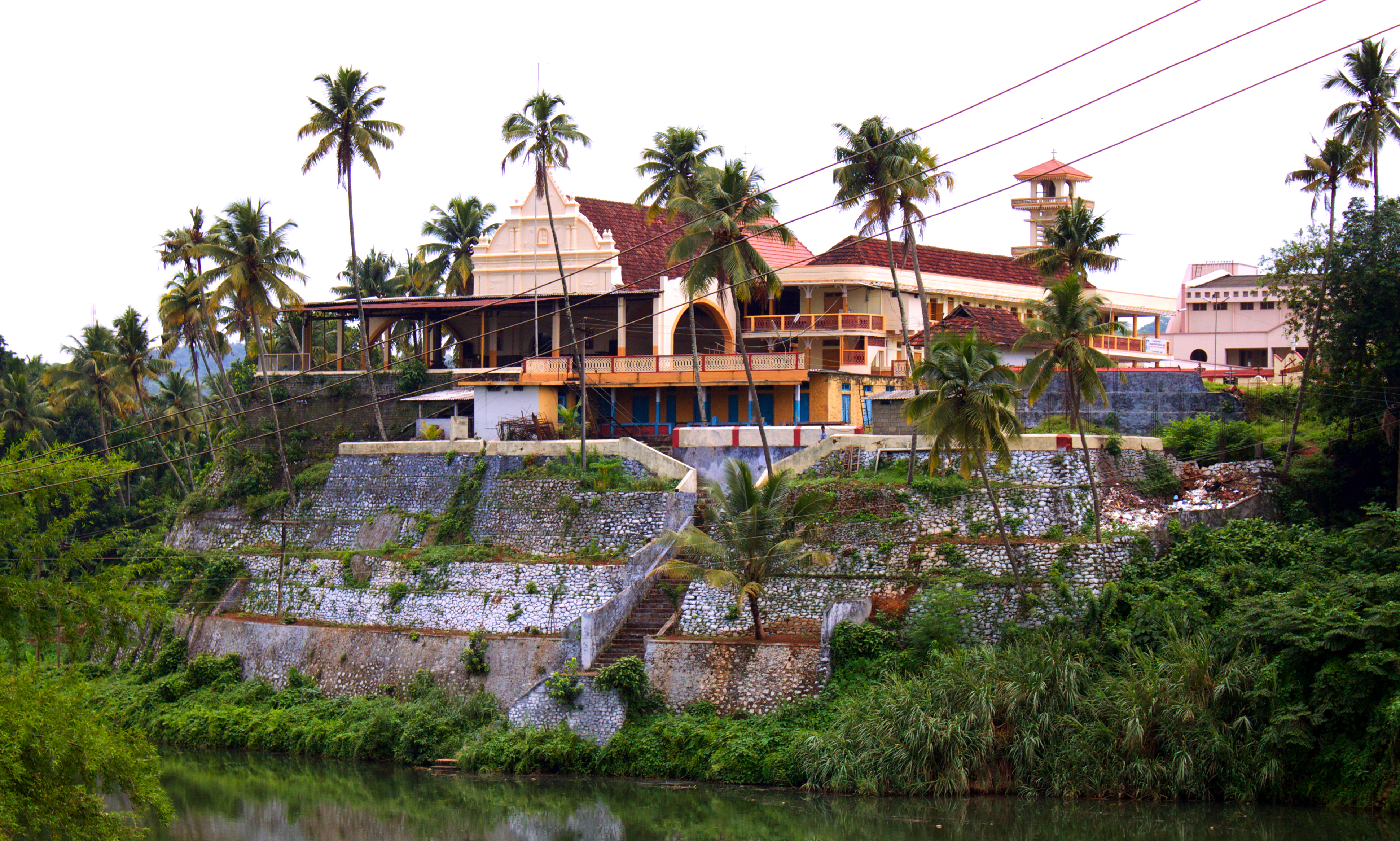
Піравом Валіяпаллі

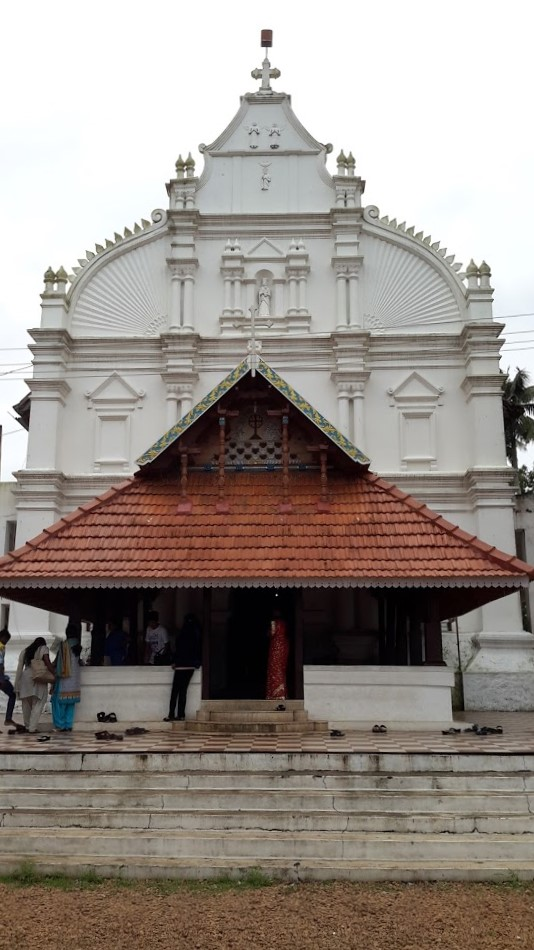
Церква у Кадаматтомі

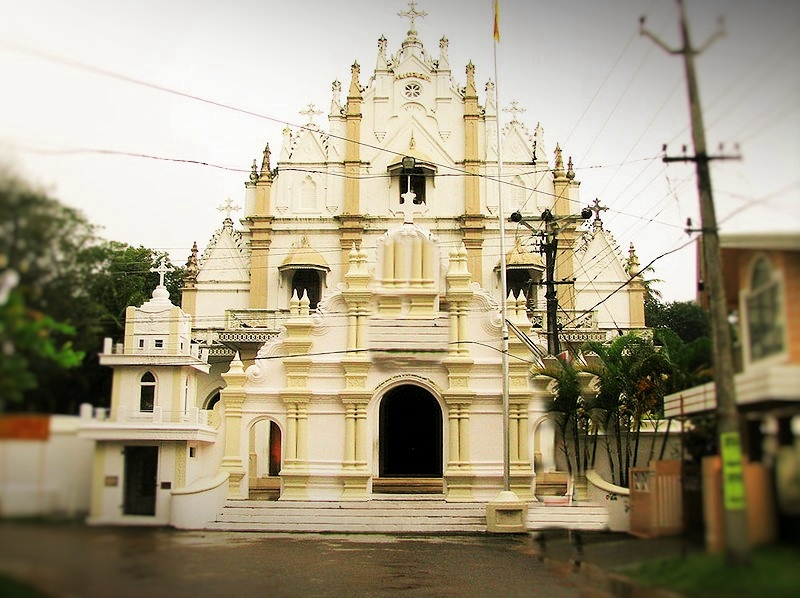
Собор святої Марії у Канданаді

Сиро-Яковитська Православна Церква розділена на такі єпархії:

#### Архиєпархії (автономні)
Є Архиєпархій під юрисдикцією Антіохійського Патріарха:
1. Архиєпархії Кнаная
  1. Регіон Чингаванам
  2. Регіон Калліссері
  3. Регіон Ранні
  4. США, Канада і Європа
2. Маланкарська архиєпископія Північної Америки
3. Маланкарська архиєпархія Європи
  1. Патріарше вікаріатство Ірландії
  2. Патріарше вікаріатство Великої Британії
  3. Патріарше вікаріатство Німеччини і Центральної Європи

#### Єпархії у Кералі
1. Трівандрум
2. Колламська єпархія
3. Тхумпамонська єпархвя[22]
4. Ніранамська єпархія[23]
5. Коттаямська єпархія[24]
6. Ідуккська єпархія[25]
7. Канданадська єпархії[26]
8. Кочийська єпархії[27]
9. Гургаонська єпархія (найбільша)
  1. Регіон Ангамалі
  2. Регіон Перамбавоор
  3. Регіон Котамангалам
  4. Регіон Хайрендж
  5. Регіон Муваттупужа
  6. Регіон Палликкара
10. Тріссурська єпархія[28]
11. Кожикодська єпархія[29]
12. Малабарська єпархія[30]

#### Єпархії в решті Індії
1. Мангалорська єпархія
2. Бангалорська єпархія
3. Майлапорська єпархія[31] (раніше Ченнаїйська)
4. Бомбейська єпархія
5. Нью-Делійська єпархія[32]

#### Єпархії за межами Індії (автономні)
1. Близькосхідна єпархія — Кувейт, Катар, Бахрейн, ОАЕ, Оман, Саудівська Аравія, Ємен
2. Австралія і Нова Зеландія
3. Сінгапур і Малайзія

#### Інші єпархії (Автономні)
Єпархії під юрисдикцією Антіохійського Патріарха.
1. Хонаварська місія[33]
2. Церкви Євангелістичної Асоціації Сходу[34]
3. Сімхасанські церкви

## Святі

Історія та еволюція Маланкарської церкви стисло

- Ігнатій Еліас III — Патріарх Антіохійський
- Мор Василь Елдо — Католікос Персії
- Парумала Тхірумені (Геваргіз мор Григорій)
- Паулус мар Афанасій — митрополит Яковитської сирійської церкви
- Мор Коорілос Паулус — Маланкарський митрополит
- Кооорілос Юакким — Реешь-Епіскопа Маланкарська
- Остатеос Слєєба — папський легат Святого престолу в Індії
- Баселіос Сакралла III Алепський — Мааріоно
- Григорій Абдель Джаліл — Сирійський митрополит Єрусалима (похований в церкві Святого Томи Норт Паравур)